# Bilibinói járás

A Bilibinói járás a Csukcs Autonóm Körzetben

A Bilibinói járás (oroszul Билибинский район) Oroszország egyik járása a Csukcs Autonóm Körzetben. Székhelye Bilibino.

## Népesség
- 2002-ben 8 820 lakosa volt, főleg oroszok, csukcsok, evenek, jukagírok és jakutok.
- 2010-ben 7 863 lakosa volt.

A csukcsok a járás északi, az evenek pedig a járás déli részén laknak. Kisebb számú jukagír és jakut is él a járásban.